# Зињо
Зињо (17. јун 1967) бивши је бразилски фудбалер.

## Каријера
Током каријере играо је за Фламенго, Палмеирас, Гремио Порто Алегре, Крузеиро и многе друге клубове.

## Репрезентација
За репрезентацију Бразила дебитовао је 1989. године. Са репрезентацијом Бразила наступао је на Светска првенству 1994. године. За национални тим укупно је одиграо 55 утакмица и постигао 7 голова.

## Статистика
| Бразил | Бразил | Бразил |
| Год.   | Ута.   | Гол.   |
| ------ | ------ | ------ |
| 1989   | 4      | 0      |
| 1990   | 0      | 0      |
| 1991   | 0      | 0      |
| 1992   | 7      | 1      |
| 1993   | 14     | 0      |
| 1994   | 13     | 2      |
| 1995   | 10     | 3      |
| 1996   | 0      | 0      |
| 1997   | 2      | 1      |
| 1998   | 5      | 0      |
| Укупно | 55     | 7      |